# Xanthi FC
Xanthi FC (Grieks: Α.Ο. Ξάνθη) is een voetbalclub uit de plaats Xánthi, Griekenland. Xanthi werkt zijn wedstrijden af in de Xanthi FC Arena, waar 7631 mensen in kunnen. Voorzitter van de club is Aris Pailoglou. De clubkleuren van Xanthi zijn rood en wit. De club stond eerder bekend als AO Xanthi en vanwege een sponsortoevoeging tussen 1991 en 2016 als Skoda Xanthi.
De club promoveerde in 1989 voor het eerst naar de hoogste klasse en speelt er sindsdien onafgebroken. Tot men in 2020, na 31 jaar, degradeerde naar Super League 2. De club eindigde in het seizoen 2021/22 op de 3e plaats in de Super League 2 maar trok zich vanwege financiële problemen terug uit het profvoetbal.

## In Europa
#Q = #kwalificatieronde, #R = #ronde, T/U = Thuis/Uit, W = Wedstrijd, PUC = punten UEFA coëfficiënten .
Uitslagen vanuit gezichtspunt Skoda Xanthi FC
| Seizoen | Competitie    | Ronde | Land                   | Club             | Totaalscore | 1e W    | 2e W       | PUC |
| ------- | ------------- | ----- | ---------------------- | ---------------- | ----------- | ------- | ---------- | --- |
| 2002/03 | UEFA Cup      | 1R    | Vlag van Italië        | Lazio Roma       | 0-4         | 0-4 (U) | 0-0 (T)    | 1.0 |
| 2005/06 | UEFA Cup      | 1R    | Vlag van Engeland      | Middlesbrough FC | 0-2         | 0-2 (U) | 0-0 (T)    | 1.0 |
| 2006/07 | UEFA Cup      | 1R    | Vlag van Roemenië      | Dinamo Boekarest | 4-8         | 3-4 (T) | 1-4 (U)    | 0.0 |
| 2013/14 | Europa League | 2Q    | Vlag van Noord-Ierland | Linfield FC      | 2-2 u       | 0-1 (T) | 2-1 nv (U) | 1.0 |
|         |               | 3Q    | Vlag van België        | Standard Luik    | 2-4         | 1-2 (T) | 1-2 (U)    | 1.0 |

Totaal aantal punten voor UEFA coëfficiënten: 3.0

## Bekende (ex-)spelers
- George Boateng
- Miroslav Drobňák
- Franck Grandel
- Julian de Guzman
- Vladimír Janočko
- Noegzar Lobzjanidze
- David Meul
- Marius Mitu
- Patrice Noukeu
- Emmanuel Olisadebe
- / Tomasz Radzinski
- Jeffrey Sarpong
- Mikael Yourassowsky
- Randy Wolters
- Joeri Schroijen
- Daryl Werker

## Bekende (ex-)trainers
- Jørn Andersen
- Emilio Ferrera
- Răzvan Lucescu
- Howard Kendall